# Nina Pavlovski
Nina Pavlovski (født 14. december 1954 i København) er en dansk operasangerinde (sopran).

## Biografi
Hun er uddannet på Operaakademiet i København hos den finsk-karelske basbaryton, prof. Kim Borg, hos den russiske sopran Galina Visjnevskaja og hos prof. Kirsten Buhl Møller. Debut i 1993 som valkyrie i Wagners Nibelungens Ring på Den Jyske Opera. Debut som Madama Butterfly i 1996 på Det Kongelige Teater, hvor hun var solist i flere år, rolledebut som Tosca i 2001 på Den Jyske Opera og som Rosalinde i 2006 på Operaen.
Hun har 1996 i titelrollen medvirket ved Mstislav Rostropovitjs reintroducering i Rusland af den originale version af Dmitrij Sjostakovitjs opera Lady Macbeth fra Mtsensk.
Pavlovski har som solist sunget i det meste af Europa, i Japan og i Sydamerika med dirigenter som Schønwandt, Rostropovitj, Andretta, Jurowskij og Honeck og med pianister som Christen Stubbe Teglbjærg, Ulrich Stærk, Marianna Shirinyan og Bengt Forsberg. Hun har indspillet flere CD'er og i oktober 2008 indspiller hun Richard Wagners Tannhäuser i Dresden-versionen (uddrag) med Stig Fogh Andersen.

## Udvalgte hædersbevisninger
- Elisabeth Dons Mindelegat (1996)
- Aksel Schiøtz-prisen (2000)
- KulturBornholms Operalegat (2008)